# Premio Sergio Amidei

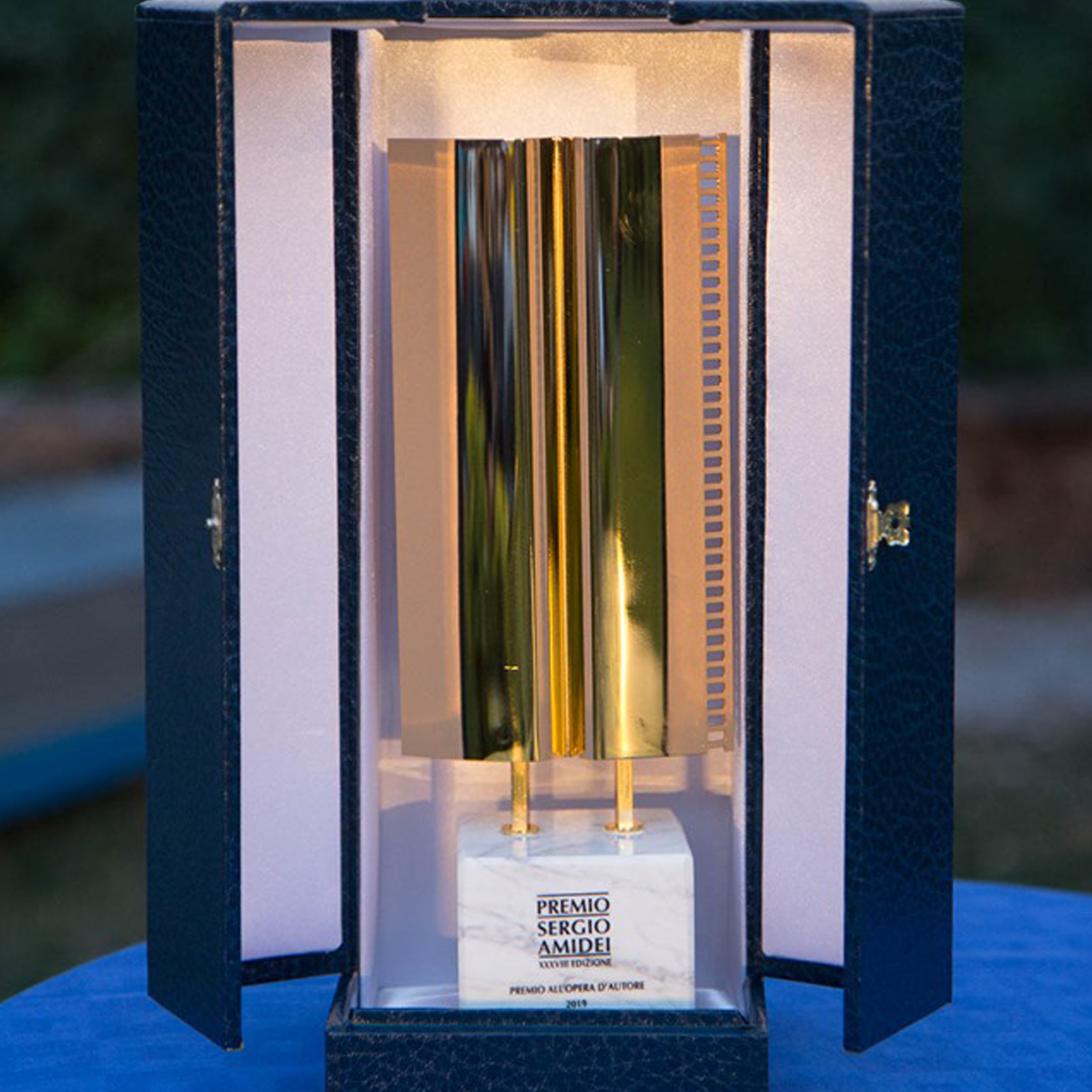
Premio disegnato da Remigio Gabellini.

Il Premio Sergio Amidei, ufficialmente Premio Internazionale alla Miglior Sceneggiatura Cinematografica “Sergio Amidei", è un riconoscimento cinematografico dedicato allo sceneggiatore Sergio Amidei che viene consegnato a Gorizia dal 1981.

## La storia del premio
L'idea di creare un premio dedicato alla miglior sceneggiatura cinematografica nacque nel 1977, quando il senatore Darko Bratina incontrò lo sceneggiatore Sergio Amidei in occasione del Festival Internazionale del Cinema di Belgrado. L'obiettivo era quello di creare una manifestazione cinematografica che mettesse al primo posto la scrittura per il cinema, lavorando intorno al concetto di sceneggiatura.
Il progetto si realizzò nell'estate 1981, pochi mesi dopo la scomparsa di Amidei. Si decise quindi di dedicargli la prima edizione del Premio, che si svolse dall'1 al 9 agosto al castello di Gorizia, dove furono proiettati 22 film per i quali scrisse la sceneggiatura. Vennero affiancate alle proiezioni anche alcune tavole rotonde a cui parteciparono numerosi personaggi appartenenti al mondo del cinema che furono amici o testimoni dell'opera di Amidei, tra cui Alberto Sordi, Ettore Scola, Nanny Loy, Mario Monicelli, Carlo Lizzani, Agenore Incrocci, Furio Scarpelli, Giuliana Muscio, Gian Pietro Brunetta, Gianni Rondolino, Giovanna Ralli e Jean Girault.
L'anno seguente la manifestazione non si tenne, ma nel 1983 il comune di Gorizia organizzò una nuova rassegna, sempre al castello, intitolata a “Cesare Zavattini Cinema”. In quello stesso anno fu assegnato per la prima volta il Premio Sergio Amidei per la miglior sceneggiatura. La giuria chiamata a valutare e poi premiare una delle pellicole in concorso fu composta da Agenore Incrocci, Aldo Bernardini, Suso Cecchi D'Amico, Franco Cristaldi, Mario Monicelli, Giovanna Ralli ed Ettore Scola. La prima sceneggiatura a essere premiata fu: Io, Chiara e lo scuro, scritta da Francesco Nuti, Franco Ferrini, Enrico Oldoini e Maurizio Ponzi.
Nel 1992 nacque l'Associazione Culturale Sergio Amidei per iniziativa di Giuseppe Longo, nonché direttore del Premio Sergio Amidei. I soci fondatori furono: Giuseppe Longo, Nereo Battello, Darko Bratina, Dorella Cantarut, Gianvico Cian, Antonio Devetag, Aleš Doktorič, Marilise Andriolo, Dario Drufuca, Remigio Gabellini, Gabriella Gabrielli, Fabio Innocenti, Francesco Macedonio, Ivo Mauri, Igor Prinčič, Jacopo Rener, Ignazio Romeo e Rodolfo Ziberna. Successivamente si sono aggiunti Pierluigi Pintar, Anna Lenardi, Antonino Barba, Enrico Cavallero, Marta Macedonio, e Francesco Donolato, attuale presidente dell'associazione.
Dal 2002 il Premio nell'organizzazione si avvale della collaborazione del Dams Cinema Gorizia - Università degli studi di Udine, del laboratorio "La camera ottica" e C.R.E.A. (Centro ricerche elaborazioni audiovisive); contestualmente venne costituito un comitato scientifico del quale fanno parte i professori Mariapia Comand, Roy Menarini, Sara Martin e Simone Venturini.
Dal 1981 al 2001 il Premio Sergio Amidei si è svolto al castello di Gorizia. Dall'edizione del 2002, il festival ha raddoppiato la sua offerta, proponendo, in orario diurno, momenti di incontro e proiezioni a sfondo tematico presso la struttura comprensiva del Palazzo del Cinema/Hiša Filma (Kinemax; laboratorio "La camera ottica" e C.R.E.A.;  Mediateca.GO "Ugo Casiraghi"-Mediateca provinciale). Diversamente, le grandi proiezioni serali e le premiazioni hanno continuato, fino al 2006, ad aver sede presso il castello di Gorizia, con l'aggiunta, al fianco del Premio per la miglior sceneggiatura cinematografica, de il Premio all'opera d'autore (2002-in corso) e il Premio all'opera prima (2002-2012). Dal 2007 al 2020, queste attività serali hanno avuto luogo all'interno del Parco Coronini Cronberg di Gorizia, mentre dal 2021 hanno trovato nuova sede in Piazza Vittoria, al centro della città. Nel 2013 è stato introdotto il Premio alla cultura cinematografica.
Nel 2022 il Premio ha poi accolto a Gorizia i vincitori dell'Oscar Asghar Farhādi (due statuette, entrambe per il miglior film straniero, con Una separazione (2012) e Il cliente (2016)) e Michel Hazanavicius (miglior regista nel 2021 con The Artist), insignendoli del Premio all'opera d'autore.
A partire dal 2024, ai luoghi del Premio Amidei si è aggiunto BorGO Cinema, hub culturale e creativo che contribuisce alla rigenerazione culturale del Borgo antico di Gorizia con attività legate alla formazione, alla scrittura, alla produzione e alla diffusione della cultura cinematografica. Il progetto è promosso dalle Associazioni Palazzo del Cinema-Hiša filma, Cross-border Film School, Kinoatelje, èStoria.
La giuria odierna è composta da Francesco Bruni, Silvia D'Amico, Massimo Gaudioso, Doriana Leondeff, Francesco Munzi, Marco Pettenello, Giovanna Ralli, Marco Risi.

## I vincitori dei premi

### Miglior sceneggiatura cinematografica
- 2024 – Anatomia di una caduta
- 2023 – Il signore delle formiche
- 2022 (ex aequo) I fratelli De Filippo (2021)
- 2022 (ex aequo) Scompartimento n. 6 - In viaggio con il destino (2021)
- 2021 – Est - Dittatura Last Minute (2020)
- 2020 – Lontano lontano (2019)
- 2019 – Sulla mia pelle (2018)
- 2018 – L'insulto (2017)
- 2017 – La tenerezza (2017)
- 2016 – Non essere cattivo (2015)
- 2015 – Anime nere (2014)
- 2014 – Still Life (2013)
- 2013 – Miele (2013)
- 2012 – Una separazione (2011)
- 2011 – L’illusionista (2010)
- 2010 – Soul Kitchen (2009)
- 2009 – Fortapasc (2009)
- 2008 – Non pensarci (2007)
- 2007 – Le vite degli altri (2006)
- 2006 – Anche libero va bene (2006)
- 2005 – Fame chimica (2003)
- 2004 – Primo amore (2004)
- 2003 – Il posto dell'anima (2003)
- 2002 – Parla con lei (2002)
- 2001 – Placido Rizzotto (2000)
- 2000 – Garage Olimpo (1999)
- 1999 – Fuori dal mondo (1999)
- 1998 – La vita è bella (1997)
- 1997 (ex aequo) – Il carniere (1997)
- 1997 (ex aequo) – Go Now (1995)
- 1996 – Ferie d'agosto (1996)
- 1995 – Prima della pioggia (1994)
- 1994 – Piovono pietre (1993)
- 1993 – Caccia alle farfalle (1992)
- 1992 – Le amiche del cuore (1992)
- 1990 – Scugnizzi (1989)
- 1988 – La mia vita a quattro zampe (1985)
- 1987 – Speriamo che sia femmina (1986)
- 1985 – Urla del silenzio (1984)
- 1983 – Io, Chiara e lo Scuro (1982)

### Premio all'opera d'autore
- 2024 – Giuseppe Tornatore
- 2023 – Marco Bellocchio
- 2022 – Michel Hazanivicius
- 2022 – Asghar Farhādi
- 2021 – Pupi Avati
- 2020 – Fratelli Dardenne
- 2019 – Margarethe Von Trotta
- 2018 – Mario Martone
- 2017 – Silvio Soldini
- 2016 – Carlo Verdone
- 2015 – Alex de la Iglesia
- 2014 – Carlo Mazzacurati
- 2013 – Patrice Leconte
- 2012 – Paolo e Vittorio Taviani
- 2011 – Premio speciale a Franco Giraldi ed Ettore Scola
- 2010 – Robert Guédiguian
- 2009 – Paul Schrader
- 2008 – Giuliano Montaldo
- 2007 – Edgar Reitz
- 2006 – Wim Wenders
- 2005 – Abbas Kiarostami
- 2004 – Ken Loach
- 2003 – Bertrand Tavernier
- 2002 – Fabio Carpi

### Premio alla cultura cinematografica
- 2024 – Elisabetta Sgarbi
- 2023 – Gianni Canova
- 2022 – ANAC - Associazione nazionale autori cinematografici
- 2021 – Piera Detassis
- 2020 – Walter Veltroni
- 2019 – Sergio Toffetti
- 2018 – Paolo Mereghetti
- 2017 – I ragazzi del Cinema America
- 2016 – Associazione 100autori
- 2015 – Irene Bignardi
- 2014 – Hollywood Party
- 2013 – Vieri Razzini

### Premio del pubblico
- 2024 – Isabel Peña

### Premio all'opera prima
- 2012 – Io sono Li (2011)
- 2011 – Corpo celeste (2011)
- 2010 – Dieci inverni (2009)
- 2009 – Pa-ra-da (2008)
- 2008 – Il vento fa il suo giro (2005)
- 2007 – L'aria salata (2006)
- 2006 – La terra (2006)
- 2004 – Ballo a tre passi (2003)
- 2003 – Massima velocità (2002)
- 2002 – L'uomo in più (2001)

## Pubblicazioni
- Franca Marri, Marta Macedonio (a cura di), Premio Sergio Amidei – Vent’anni (Associazione Sergio Amidei, Gorizia, 2001)

- Giovanni Di Vincenzo, Le incrinature dell’anima. Il cinema di Fabio Carpi (Grafica Goriziana, Gorizia, 2002)

- Ilaria Borghese, Mariapia Comand, Maria Rita Fedrizzi (a cura di), Sergio Amidei, sceneggiatore (Transmedia, Gorizia, 2003)

- Simone Venturini (a cura di), Nelo Risi. Scritture in movimento (Transmedia, Gorizia, 2004)

- Remigio Gabellini, Amarcord, Federico, amarcord! (Transmedia, Gorizia, 2005)

- Roy Menarini (a cura di), Il cinema secondo Cosulich (Transmedia, Gorizia, 2005)

- Mariapia Comand (a cura di), Sulla carta. Storia e storie della sceneggiatura in Italia (Lindau, Torino, 2006)

- AA VV, Omaggio a Edgar Reitz (Transmedia, Gorizia, 2007)

- Maria Serena Vastano, Il cinema di Sandro Petraglia e Stefano Rulli (Transmedia, Gorizia, 2007)

- Alice Autelitano, Roy Menarini (a cura di), Dentro la critica. Testimonianze, materiali, analisi (Transmedia, Gorizia, 2007)

- Giorgio Bacchiega (a cura di), Miklòs Jancsò. L’uomo di fronte alla storia (Transmedia, Gorizia, 2007)

- Béla Balàzs, L’uomo visibile (Lindau, Torino, 2008)

- Roy Menarini (a cura di), Italiana Off. Pratiche e poetiche del cinema italiano periferico 2001-2008 (Transmedia, Gorizia, 2008)

- Mariapia Comand, Stefania Giovenco, Sara Martin (a cura di), Il personaggio cinematografico (Transmedia, Gorizia, 2008)

- Roy Menarini (a cura di), La luce della scrittura. Paul Schrader critico, sceneggiatore, regista (Transmedia, Gorizia, 2009)

- Ugo Casiraghi, Naziskino, ebrei ed altri erranti (Lindau, Torino, 2010)

- Ugo Casiraghi, Vivement Truffaut! Cinema, libri, donne, amici, bambini (Lindau, Torino, 2012)

- Nereo Battello (a cura di), Omaggio a Marcel Pagnol (Transmedia, Gorizia, 2012)

- Ugo Casiraghi, Storie dell’altro cinema (Lindau, Torino, 2012)

- Sara Martin, Streghe, pagliacci, mutanti. Il cinema di Álex de la Iglesia (Mimesis Cinema, Milano-Udine, 2015)

- Nereo Battello, Mariapia Comand, Sara Martin (a cura di) – con la collaborazione di Filippo Zoratti, Memorie di un cinefilo (Transmedia, 2016)

- Gian Piero Brunetta, Attrazione fatale. Letterati italiani e letteratura dalla pagina allo schermo. Una storia culturale (Mimesis Cinema, Milano-Udine, 2017)

- Fiorella Bonafede, Il cinema di Carlo Battisti. La favolosa vacanza di un insigne glottologo nel mondo della celluloide (Mimesis Cinema, Milano-Udine, 2018)
- Ugo Casiraghi, Silvio Celli (a cura di), Il realismo nell'arte cinematografica (La nave di Teseo, Milano, 2019)
- Ugo Casiraghi, Glauco Viazzi, Silvio Celli, Andrea Mariani (a cura di), Il cervello di Carné. Letterario 1941-1943 (La nave di Teseo, Milano, 2021)
- Paolo Virzì, Francesco Bruni, Carlo Virzì, La saga di Ferragosto (Baldini + Castoldi, Milano, 2024)